# Stora Lejen
Stora Lejen är en sjö i Ludvika kommun i Dalarna och ingår i Göta älvs huvudavrinningsområde. Sjön har en area på 5,8 kvadratkilometer och ligger 327,1 meter över havet.

## Delavrinningsområde
Stora Lejen ingår i det delavrinningsområde (667931-141956) som SMHI kallar för Utloppet av Stora Lejen. Medelhöjden är 388 meter över havet och ytan är 29,56 kvadratkilometer. Det finns ett avrinningsområde uppströms, och räknas det in blir den ackumulerade arean 36,78 kvadratkilometer. Gullspångsälven (Liälven) som avvattnar avrinningsområdet har biflödesordning 2, vilket innebär att vattnet flödar genom totalt 2 vattendrag innan det når havet efter 432 kilometer. Avrinningsområdet består mestadels av skog (69 procent). Avrinningsområdet har 5,78 kvadratkilometer vattenytor vilket ger det en sjöprocent på 19,6 procent.